# Felina (telenovela)
Felina é uma telenovela venezuelana exibida em 2001 pela Venevisión.
É original de Vivel Nouel e foi escrita por ela, em conjunto com José Luis Contreras.

## Sinopse
A felina da história é Daniela, uma moça inquieta e curiosa, cujo seu espírito justiceiro fá-la envolver-se a turbilhões de problemas sem fim, especialmente com as autoridades da sua cidade, e para isso ela tem que vir para a capital fazer o seu percurso quando tinha 20 anos: com um diploma de bacharelato e os seus ingênuos desejos de comer o mundo. Daniela conhece Abel em um belo e inusitado mal-entendido, o que faz com que este casal tenha uma relação explosiva desde o início.
Um duplo segredo assombra constantemente os protagonistas: o comissário Asdrúbal Méndez e a esposa do milionário Bernardo Urquiaga, viveram seu primeiro grande amor quando eram adolescentes, e essa relação inesquecível é o que lhes mantém unidos, apesar de não se verem há 30 anos.
Paixão, mistério, romance, intriga, humor e drama estarão presentes em um concerto equilibrado ao longo da trama muito interessante e moderna, onde a ambição por poder e dinheiro transformará a vida de todos em uma montanha de emoções flutuantes.

## Elenco
- Gabriela Vergara-- Daniela
- Guillermo Dávila-- Abel
- Fedra López-- Mara
- Arnaldo André-- Asdrúbal
- Miriam Ochoa-- Estefanía
- Jorge Palacios-- Bernardo
- Ana Castell-- Yarima
- Olga Henríquez-- María del Valle
- Laura Brey -
- Belén Peláez-- Lily
- Javier Valcárcel-- Segundo
- Sonia Villamizar-- Tatiana
- Lourdes Martínez-- Lissette
- Judith Vásquez-- Leticia
- Saúl Martínez-- Bruno
- Roque Valero-- Agapito
- Flavia Gleske-- Lula
- Eva Blanco-- Margot
- José Oliva-- Don Atilio
- José Rubens-- Leonardo
- Esther Orjuela-- Rosario
- Karen Bendayan-- Lucero
- Patty Oliveros-- Laurita
- Flor Karina Zambrano-- Victoria
- Verushka Scalia-- Sugeidi